# حمض غاما-اللينولينيك
حمض غاما-اللينولينيك هو حمض دهني غير مشبع له الصيغة الكيميائية C18H30O2، مع وجود ثلاث روابط مضاعفة، تكون إحداها على الكربون رقم 6 من الطرف الميثيلي للسلسلة، ولذلك فهو من أحماض أوميغا 6.

## الوفرة الطبيعية
يوجد حمض غاما-اللينولينيك في عدد من الزيوت النباتية مثل أخدرية محولة وزيت بذور كل من الكشمش الأسود والحمحم المخزني والقنّب. كما يوجد أيضاً من مكونات الشوفان والشعير، وكذلك الدوريان أيضاً.

## الخواص
يوجد حمض غاما-اللينولينيك في الحالة القياسية على شكل سائل زيتي عديم اللون. يتألف جزيء هذا الحمض من 18 ذرة كربون، ويحوي على 3 روابط مزدوجة من النمط المقرون (cis). يوجد هناك مصاوغ للمركب وهو حمض ألفا-اللينولينيك، والذي هو من أحماض أوميغا 3.

## الأهمية الحيوية
يستخدم حمض غاما-اللينولينيك في الجسم لتخليق مركب حمض ديهومو-غاما-اللينولينيك DGLA؛ والذي يعد واحداً من ثلاثة مصادر يستخدمها الجسم للتخليق الحيوي لمركبات الإيكوزانويد بالإضافة إلى حمض الأراكيدونيك وحمض الإيكوسابنتاينويك.